# Casey Dellacqua
Casey Dellacqua, född 11 februari 1985 i Perth, Australien, är en australisk vänsterhänt professionell tennisspelare.

## Tenniskarriären
Casay Dellacqua blev professionell WTA-spelare 2002. Hon har till och med säsongen 2007 inte vunnit någon tourtitel, men 11 singel- och 13 dubbeltitlar i ITF-arrangerade turneringar. Som bäst rankades hon som nummer 39 i singel (juli 2008) och nummer 21 i dubbel (september 2008). 
Dellacquas framgångar har till och med säsongen 2007 varit förhållandevis måttliga. I januari 2008 har hon gjort ett mindre genombrott på WTA-touren. I Hobart nådde hon första gången kvartsfinal i en WTA-turnering. I Australiska öppna (pågår vid artikelns tillkomst) har hon första gången nått 4:e omgången efter segrar över de båda topp 20-spelarna Patty Schnyder och Amelie Mauresmo. Hon föll i fjärde omgången mot Jelena Janković.
Dellacqua har deltagit i det australiska Fed Cup-laget säsongerna 2006-07 och därvid spelat 2 matcher. Hon vann en av dem. 

## Spelaren och personen
Dellacqua började spela tennis som 7-åring. Som junior vann hon sin största framgång med juniordubbelseger i Australiska öppna tillsammans med australiskan Adriana Szili. 
Hennes förebild bland tennisspelare är Margaret Smith Court. 

### Webbkällor
- Casey Dellacqua på Women's Tennis Association